# Prosciurillus weberi
Prosciurillus weberi es una especie de roedor de la familia Sciuridae.

## Distribución geográfica
Es  endémica del norte y oeste de Célebes (Indonesia).

## Hábitat
Su hábitat natural son: zonas tropicales o subtropicales, de bosques áridos.